# Pierre Basin
Pierre Basin (* vor 1435 in Brügge; † 19. April 1497 ebenda) war ein franko-flämischer Sänger. Er entstammte einer Musikerfamilie aus Brügge, deren bedeutendstes Mitglied der Sänger und Komponist Adrien Basin war.

## Biographie
Er gehörte von 1455 bis Juni 1460 der Privatkapelle der Marie d’Anjou, der Gemahlin Karls VII., an. Am 23. Juni 1460 wurde er als Sänger an Saint-Donatien in Brügge angestellt, wo er mit Gilles Joye Bekanntschaft schloss. Vom 13. August 1465 bis zum 23. Juni 1466 war er dort maître de chant, also Succentor. 1467 wurde er Kanoniker an Saint-Donatian. Diese Pfründe behielt er bis zu seinem Tod.
Von 1467 bis 1485 war Pierre Basin Kaplan und Kanzler Karls des Kühnen. Er sang in dessen Hofkapelle, vorerst in inoffizieller Position. Am 14. März 1467 erhielten er und Antoine Busnoys 8 Livres, um die ihnen bei der Verlegung des Hofes von Gent nach Brügge entstandenen Kosten zu ersetzen. Im September 1467 wurde er offizielles Mitglied der Hofkapelle. Nach dem Tod des Herzogs im Jahr 1477 übernahm dessen Gemahlin, Marie von Burgund, die Hofkapelle. Mit Antoine Busnoys und Jean Cordier nahm er im März 1482 am Begräbnis der Herzogin teil und verließ bald danach den burgundischen Dienst. Er kehrte nach Brügge zurück, wo er an Saint-Donatian verschiedene musikalische und administrative Aufgaben wahrnahm. 1482 begutachteten Gilles Joye und er zum Beispiel das Probespiel von drei Bewerbern auf das Amt des Organisten. 1484/85 lebte Pierre Basin in Gent.
Anfang 1486 wurde bekannt, dass Pierre Basin mit einer Konkubine zusammenlebte. Zur Buße erklärte er, eine Pilgerfahrt nach Rom machen zu wollen, verfasste sein Testament und stiftete Geld für eine jährliche Messe, die während der Vergile des Sankt-Martin-Tages (10. November) gesungen werden sollte. Er verpflichtete seine Brüder Jean und Adrien, die Stiftung im Falle seines Todes durchzusetzen. Doch da er seinen Lebenswandel besserte, gab ihm das Kapitel nur auf, nach Aardenburg zu wallfahren. Bei der Stiftung blieb es aber, und am 10. November 1486 wurde in der Saint-Martin-Kapelle zum ersten Male die Missa de Sancto Martino gesungen, die kein Geringerer als Jacob Obrecht komponiert hatte, der seit 1485 an Saint-Donatian tätig war.
In der Folgezeit gab Basin mehr Geld in seine Stiftung, die am 17. August 1489 eine jährliche Rente von 7 Livres abwarf. Für dieses Geld wurden am Sankt-Martins-Tag nun eine polyphone Messe und 2 Motetten, am Tag der Translation des Heiligen Martin (4. Juli) eine andere Messe, eine polyphone Sequenz und eine Vespermotette gesungen; überdies fanden an beiden Festen des Heiligen Prozessionen statt. Für letztere stiftete Basin 1495 noch einmal jährlich 4 Livres.
Vom 17. Januar 1491 bis zum 14. März 1491 war Pierre, Jacob Obrecht nachfolgend, Succentor an Saint-Donatian. Das Kapitel bat ihn, das Amt für Hieronymus de Clibano auszuüben, der am 20. April 1491 zum Succentor ernannt worden war, dieses Amt aber erst zwanzig Monate später antrat.
Pierre Basin starb am 19. April 1497. Sein einziger Erbe war sein Bruder Adrien Basin.